# Linnea Berthelsen
Linnea Berthelsen (13 juli 1993) is een Deense actrice die vooral bekend is van haar rol als Kali Prasad in het tweede seizoen van de Amerikaanse sciencefiction-horrorserie Stranger Things, op Netflix.

## Biografie
Linnea Berthelsen is van Indiase herkomst en groeide op in Kopenhagen. In 2014 verhuisde ze naar Engeland om te studeren aan de East 15 Acting School in Londen. Berthelsen volgde een paar opleidingen: hedendaagse dans, mezzosopraan en ballet.

## Carrière
Berthelsen heeft in verschillende korte films geacteerd. In 2017 was ze voor het eerst te zien in een aflevering van het tweede seizoen van de originele Netflix-serie Stranger Things als Kali / 008.

## Rollen

### Film
2014: Mirrors (korte film) als Signe
2014: Teenlan (korte film) als Patient
2014: Alma (korte film) als Alma
2015: Hybrid als Clara
2015: Natskygg (korte film)
2015: Aisha (korte film) als Aisha
2015: Dyspno (korte film) als Fie
2015: Cape Fear (korte film) als Gabrielle

### Televisie
2016: Excitium als Ezra
2017: Stranger Things als Kali Prasad / Eight
2019: The Desert als Nura
2020: Devs als Jen
- Gemeinsame Normdatei: 1091096996
- Library of Congress Control Number: no2020134531
- Virtual International Authority File: 1220145856888422920457